# Ferenc Ottavi
Ferenc Ottavi, conosciuto in Italia anche come Francesco Ottavi (Budapest, 26 ottobre 1910 – ...), è stato un calciatore ungherese, di origini italiane, di ruolo ala.

## Carriera
Giocò in Serie A con Fiorentina e Bari.